# Luca Marin
Luca Marin (Vittoria, 9 aprile 1986) è un ex nuotatore e allenatore di nuoto italiano.
Specializzato nei 400 misti, gareggiava per la società Circolo Canottieri Aniene. Dal 2019 è l'allenatore della società svizzera della Nuoto Sport Locarno.

## Biografia
Figlio unico di Claudio e Mariella, di origini veneto-pontine, si è formato nella piscina "Nannino Terranova" della sua città, sotto la guida dell'allenatore italo-albanese Gjon Shyti.
Ha partecipato nel 2001 agli Europei giovanili ottenendo ottimi risultati. Nel 2003 partecipa agli EuroJunior mantenendo sempre risultati di alto livello, l'anno successivo conquista agli Europei il secondo posto nei 400 misti. Nello stesso anno partecipa sia ai Giochi olimpici di Atene che agli europei in vasca corta. Nel 2005 sempre in vasca corta, però questa volta agli europei conquista un 2º e un 8º posto rispettivamente nei 400 misti e nei 200 dorso. Nel 2006 negli Europei in vasca corta di Helsinki batte il suo rivale di sempre László Cseh.
Nel 2007 ottiene un terzo posto alla finale dei 400 misti nei mondiali di Melbourne, migliorando il suo record italiano che deterrà poi per oltre 16 anni. Ai campionati europei del 2008, ad Eindhoven, arriva terzo e medaglia di bronzo che diventa d'argento in seguito alla squalifica per doping del greco Ioannis Drymonakos.
Qualche mese dopo, ai Giochi olimpici di Pechino arriva 5º nella finale dei 400 misti.
Nel mese di giugno 2018 ha annunciato il suo ritiro dall'attività agonistica.

## Palmarès
| Giochi olimpici                | ---               | ---                      | ---                     | 400 m misti             |
| 2004 Atene Grecia              | ---               | ---                      | ---                     | 10º in batteria 4'16"85 |
| 2008 Pechino Cina              | ---               | ---                      | ---                     | 5º 4'12"47              |
| 2012 Londra Regno Unito        | ---               | ---                      | ---                     | 8º 4'14"89              |
| Campionati del mondo           | ---               | 200 m dorso              | 200 m misti             | 400 m misti             |
| 2005 Montreal Canada           | ---               | ---                      | 21º in batteria 2'03"41 | Argento 4'11"67         |
| 2007 Melbourne Australia       | ---               | 9º in semifinale 1'59"81 | ---                     | Bronzo 4'09"88          |
| 2009 Roma Italia               | ---               | ---                      | ---                     | 7º 4'13"63              |
| 2011 Shanghai Cina             | ---               | ---                      | ---                     | 18º in batteria 4'19"48 |
| Mondiali in vasca corta        | ---               | 200 m dorso              | 200 m misti             | 400 m misti             |
| 2006 Shanghai Cina             | ---               | ---                      | ---                     | Argento 4'05"12         |
| 2010 Dubai Emirati Arabi Uniti | ---               | ---                      | ---                     | 18º in batteria 4'13"32 |
| Campionati europei             | ---               | 200 m dorso              | 200 m misti             | 400 m misti             |
| 2004 Madrid Spagna             | ---               | ---                      | ---                     | Argento 4'14"31         |
| 2006 Budapest Ungheria         | ---               | 7º in semifinale 2'00"69 | ---                     | Argento 4'14"15         |
| 2008 Eindhoven Paesi Bassi     | ---               | 8º in semifinale 2'00"25 | ---                     | Argento 4'16"69         |
| 2010 Budapest Ungheria         | ---               | 23º in batteria 2'03"07  | ---                     | 4º 4'15"47              |
| Europei in vasca corta         | 1500 m st. libero | 200 m dorso              | 200 m misti             | 400 m misti             |
| 2004 Vienna Austria            | 5º 14'53"94       | ---                      | 9º 1'58"39              | Argento 4'05"93         |
| 2005 Trieste Italia            | ---               | 8º 2'00"69               | ---                     | Argento 4'02"88         |
| 2006 Helsinki Finlandia        | 11º 14'55"76      | 7º 1'56"58               | ---                     | Oro 4'01"71             |
| 2007 Debrecen Ungheria         | ---               | 19º in batteria 1'57"60  | ---                     | Argento 4'04"10         |
| 2008 Rijeka Croazia            | ---               | 12º in batteria 1'54"81  | ---                     | 6º 4'10"42              |
| 2009 Istanbul Turchia          | ---               | 23º in batteria 1'56"62  | ---                     | 13º in batteria 4'08"00 |
| 2010 Eindhoven Paesi Bassi     | ---               | ---                      | ---                     | 5º 4'09"11              |
| Giochi del Mediterraneo        | ---               | ---                      | ---                     | 400 m misti             |
| 2009 Pescara Italia            | ---               | ---                      | ---                     | Argento 4'13"58         |
| Europei giovanili              | ---               | 200 m dorso              | 200 m misti             | 400 m misti             |
| Glasgow 2003 Scozia            | ---               | Argento 2'01"77          | 5º 2'05"09              | Argento 4'19"64         |

### Campionati italiani
14 titoli individuali, così ripartiti:
- 1 nei 200 m dorso
- 13 nei 400 m misti

nd = non disputata
| Anno | Edizione    | st.libero 400 m | st.libero 4×200 m | dorso 200 m | misti 200 m | misti 400 m |
| ---- | ----------- | --------------- | ----------------- | ----------- | ----------- | ----------- |
| 2004 | Primaverili | -               | -                 | 3           | -           | 1           |
| 2004 | Estivi      | -               | -                 | 3           | 3           | 2           |
| 2004 | Invernali   | 3               | nd                | -           | 3           | 1           |
| 2005 | Primaverili | -               | -                 | 2           | -           | 2           |
| 2005 | Estivi      | -               | -                 | 1           | 3           | 2           |
| 2006 | Invernali   | -               | nd                | 3           | -           | 1           |
| 2007 | Primaverili | -               | -                 | -           | -           | 1           |
| 2007 | Estivi      | -               | -                 | 3           | -           | 2           |
| 2007 | Invernali   | -               | nd                | -           | -           | 1           |
| 2008 | Primaverili | -               | -                 | -           | -           | 1           |
| 2008 | Estivi      | -               | -                 | -           | -           | 1           |
| 2008 | Invernali   | -               | nd                | -           | -           | 1           |
| 2009 | Primaverili | -               | 3                 | -           | -           | 1           |
| 2009 | Estivi      | -               | -                 | -           | -           | 3           |
| 2009 | Invernali   | -               | nd                | -           | -           | 1           |
| 2010 | Primaverili | -               | 3                 | -           | -           | 1           |
| 2010 | Estivi      | -               | nd                | -           | -           | 1           |
| 2010 | Invernali   | -               | nd                | -           | -           | 3           |
| 2011 | Primaverili | -               | -                 | -           | -           | 2           |
| 2011 | Invernali   | -               | -                 | -           | -           | 1           |
| 2012 | Primaverili | -               | -                 | -           | -           | 3           |
| 2013 | Primaverili | -               | -                 | -           | -           | 2           |
| 2014 | Primaverili | -               | -                 | -           | -           | 2           |
| 2015 | Invernali   | -               | -                 | -           | -           | 2           |
| 2016 | Primaverili | -               | -                 | -           | -           | 2           |

## Vita privata
Marin è stato legato sentimentalmente a Federica Pellegrini dal 2008 al 2011. La nuotatrice ha comunicato ufficialmente la fine della relazione sul suo blog personale. Precedentemente era stato il fidanzato della nuotatrice francese Laure Manaudou.

## Altre attività
Nel 2011 ha fatto una breve apparizione nella miniserie televisiva Come un delfino con Raoul Bova e ha partecipato come concorrente del talent show di Canale 5 Baila! condotto da Barbara d'Urso, ballando in coppia con l'attrice Martina Colombari. Nel 2014 ha partecipato come concorrente al nuovo talent show condotto da Carlo Conti, Si può fare! su Rai 1. Nel 2016 partecipa come giudice a Italian Pro Surfer, talent show sul mondo del surf in onda su Italia 1. Nel 2018 ha partecipato come concorrente, in coppia con Valentina Pegorer, alla seconda edizione del talent show Dance Dance Dance, in onda su Fox Life.